# (34971) 4286 T-2
4286 T-2 (asteroide 34971) é um asteroide da cintura principal. Possui uma excentricidade de 0.04876100 e uma inclinação de 10.08752º.
Este asteroide foi descoberto no dia 29 de setembro de 1973 por Cornelis Johannes van Houten e Ingrid van Houten-Groeneveld e Tom Gehrels em Palomar.